# 충무로 (대전)
충무로(忠武路, Chungmu-ro)는 대전광역시 중구 대사동 충대병원네거리와 동구 신흥동 신흥삼거리를 잇는 대전광역시의 도로이다. 제1치수교 ~ 신흥삼거리 구간을 제외한 대부분 구간이 국도 제4호선에 속한다.

## 연혁
- 2009년 7월 14일 : 2개 이상 자치구에 걸쳐있는 도로로 충무로를 고시[1]

## 주요 경유지
대전광역시
- 중구 (대사동 · 대흥동 · 대사동 · 부사동 · 문창동) - 동구 (인동 · 신흥동)

## 노선
| 이름              | 접속 노선                                                     | 소재지     | 소재지 | 비고              |
| ----------------- | ------------------------------------------------------------- | ---------- | ------ | ----------------- |
| 충대병원네거리    | 국도 제4호선 (계룡로) 문화로 대전광역시도 제23호선 (보문산로) | 대전광역시 | 중구   | 국도 제4호선 구간 |
| 테미삼거리        | 테미로                                                        | 대전광역시 | 중구   | 국도 제4호선 구간 |
| 보문산오거리      | 대전광역시도 제13호선 (보문로) 보문산공원로                   | 대전광역시 | 중구   | 국도 제4호선 구간 |
| 충무로네거리      | 대종로                                                        | 대전광역시 | 중구   | 국도 제4호선 구간 |
| 보문교            |                                                               | 대전광역시 | 중구   | 국도 제4호선 구간 |
| 동구              |                                                               | 대전광역시 |        | 국도 제4호선 구간 |
| 인동네거리        | 국도 제17호선 (대전로)                                        | 대전광역시 |        | 국도 제4호선 구간 |
| 제1치수교앞네거리 | 국도 제4호선 (옥천로) 대동천좌안3길                           | 대전광역시 |        | 국도 제4호선 구간 |
| 제1치수교         |                                                               | 대전광역시 |        |                   |
| 신흥삼거리        | 계족로                                                        | 대전광역시 |        |                   |

## 주요 건물 및 시설
- 대한기술교육원 (대전광역시 중구 충무로 25)
- 대사동 행정복지센터 (대전광역시 중구 충무로 65)
- 인동치안센터 (대전광역시 동구 충무로 202)
- 대전동부경찰서 (대전광역시 동구 충무로 222)